# 嘉義市二二八紀念公園二二八紀念碑

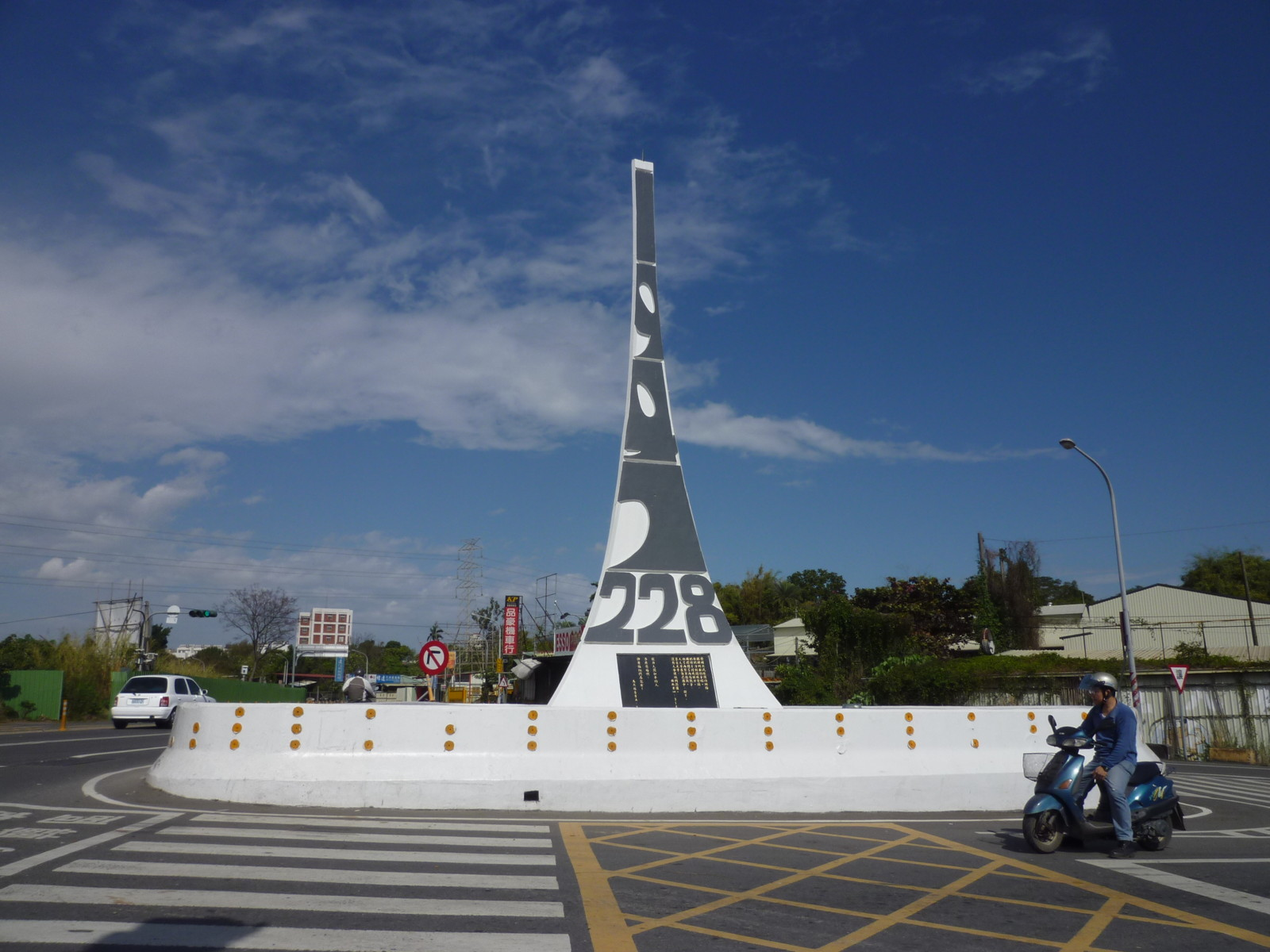
原先座落於彌陀路忠義橋頭的嘉義市彌陀路二二八紀念碑

嘉義市二二八紀念公園二二八紀念碑，原稱「嘉義市彌陀路二二八紀念碑」，1989年8月19日落成，是台灣最早建成的二二八紀念碑。僅在解嚴後第二年即落成，是唯一一座完成於1990年代以前的二二八和平紀念碑。本碑也是唯一因設計紀念碑，而使設計者入獄的二二八紀念碑。現在已經成為嘉義市重要的瀏覽景點之一。

## 興建緣起
1988年12月31日，發生吳鳳銅像拆除事件。屬於長老教會玉山神學院的鄒族青年，將原本豎立於嘉義車站前的吳鳳銅像拆毀。陳永興醫師和鄭南榕先生所組成的「二二八公義和平促進會」決定在1989年2月28日分別在基隆市與嘉義市發動遊行。並決定在嘉義市吳鳳銅像基座上，建立二二八紀念碑。因當時情勢敏感，時任嘉義市長的張博雅不敢正面答應，民眾則用已事先準備好的木板建起二二八紀念碑，先行將之安置於基座上。該紀念碑呈和平鴿造型，由素有民主畫家之稱的詹三原先生所設計。
二二八紀念碑觸動了中國國民黨政府的敏感神經，於是利用獅子會的名義，在吳鳳銅像原址豎立和平鐘，而張博雅市長為安撫憤怒民眾，決定另尋地址興建二二八紀念碑。二二八紀念碑隨後交由詹三原進行重新設計，民進黨及時任該黨嘉義市黨部主委的陳英華及臺灣基督長老教會提供了相當多的協助，並在張博雅市長堅持下，才順利動工，期間相關人士均遭受國民黨的恐嚇及警方監聽。原設計為四層樓高度，但因預定位置的彌陀路地基過小，故縮小規模為現今大小，此外設計期間曾遭人多次蓄意破壞，致使設計人及監造小組派人至工地24小時站崗，期間包商亦曾多次受暴力攻擊。

## 造型意涵
- 杯體成錐形，純白外觀上呈現二二八事件發生日期，即「1947」與「228」字樣，以單純外觀表現當時的肅殺氣氛與此事件的嚴肅意義。
- 碑文有三面，分別是二二八事件簡史、建碑經過和建碑精神與《聖經》彌迦書四：3~4、馬太福音書五：9。
- 因純白造型常遭破壞，嘉義市政府後來將碑上「1947」、「228」字樣塗上灰色反光漆，以助夜間行車安全。

## 碑文
嘉義市彌陀路二二八紀念碑上共刻有三篇碑文，依序為：
二二八紀念碑文
-{
| “ | 二二八紀念碑文： 二大戰後，台灣脫離日本統治，以為從此可過自由民主生活。豈料中國政權接收台灣，所派陳儀官兵貪污腐敗無能，特權橫行，加上戰後經濟體系破敗，物價高漲，造成台民生活艱困，哀聲怨道，各地紛傳反抗之聲。中在一九四七年二月廿七日，於台北大稻埕發生官員查緝私菸，蠻橫打傷女販，復又開槍射殺抗議市民。次日二月廿八，台北市民請願要求嚴辦又遭機槍掃射，導致發生全台民眾紛起抗暴，要求徹底改革的「二二八事件」。陳儀起初佯作妥協，然私下電請中國派兵。大軍登陸後隨即展開全島恐怖大屠殺和清鄉，造成台灣精英死傷無數，含冤莫白四十年無人敢予安慰。今吾建碑為之紀念伸冤，肯定先輩犧牲奉献，並祈代代子孫記取歷史教訓，誓保台灣永久公義、和平、絕不容許類此悲劇發生。 一九八九年八月十九日 | ” |

}-
二二八紀念碑　建碑經過
-{
| “ | 二二八紀念碑 建碑經過： 一九四七年發生的二二八事件，是台灣近代史上最不幸的悲劇。為撫平歷史傷痕，促進台灣社會公義和平，一九八七年起，有數十個海內外台灣人團體，共同發起二二八和平促進會，呼籲政府公佈事實真相、平反冤屈、安慰受難者家屬、興建紀念碑、制訂二二八和平紀念日 經過三年努力，二二八公義和平運動獲得台灣民間社會熱烈的迴響，人權團體、學術界、教會、原住民、婦女、學生、民主運動人士、受難者家屬、完劃界、傳播媒體都紛紛投入此一台灣人的心靈重建運動，並於一九八九年五月九日破土施工興建。位於嘉義的全台首座二二八紀念碑，於同年八月十九日完工落成。 二二八紀念碑籌建委員會謹誌 | ” |

}-
《聖經》彌迦書四：３～４、馬太福音書五：９
-{
| “ | 排解列強的爭端。 要把刀劍鑄成犁頭， 國際間不再有戰爭， 也不再整軍備戰。 人人要在自己園中、樹下、 沒有人會使他們恐懼。 －彌迦書四：３～４ 致力人間和平的人 多麼有福啊； 神要稱他們為兒女！ －馬太福音書五：９ | ” |

}-

## 位置
該紀念碑位於嘉義市彌陀路忠義橋橋頭，位在彌陀路轉往國立嘉義大學的路口，由福爾摩沙高速公路（國道三號）下中埔交流道轉往嘉義市方向，行車大約三到五分鐘即可到達。
2017年5月，嘉義市政府配合彌陀路拓寬計畫，進行紀念碑遷移工作，將其由原址遷至垂楊路與彌陀路路口、二二八紀念公園旁。2017年8月19日，嘉義市政府特選與建碑當日舉行紀念碑遷移重置典禮，紀念碑於新址正式啟用開放。

### 遷址民調
嘉義市彌陀路二二八紀念碑位於嘉義市彌陀路忠義橋北端，而嘉義市政府正在進行彌陀路學府路－忠義橋拓寬工程，由於拓寬後該紀念碑可能會明顯地凸出於車道上，為提升用路人行車安全性，嘉義市政府擬遷移至其他更適合之地點，以i-idea 徵求各方意見，整理出保留原址、二二八紀念館、嘉義火車站及二二八國家紀念公園等地點，最終透過 i-voting 民調，選出二二八紀念碑最適合的搬遷地點為「嘉義車站」。惟最後市政府並無按照i-voting 票選結果執行，引發網路質疑。

### 新址
嘉義市二二八紀念碑遷移至東區二二八紀念公園內，嘉義市政府於2017年8月19日舉辦嘉義市二二八紀念碑遷移重置典禮。。

## 外部連結
- 台北二二八紀念館-全台紀念碑與紀念館-嘉義市彌陀路二二八紀念碑 （页面存档备份，存于）